# M. Canada
Cet article contient la liste des gagnants du titre de M. Canada décerné par la Fédération canadienne de culturisme.

## Liste des gagnants
- 1947  : René Leger Mr. Canada
- 1948  : Alan Paivio Mr. Canada
- 1949  : Georges Boulanger Mr. Canada
- 1950  : Joffre L'Heureux Mr. Canada
- 1951  : Leo Robert Mr. Canada
- 1952  : Robert Roy Mr. Canada
- 1953  : Gerard Gougeon Mr. Canada
- 1954  : Billy Hill Mr. Canada
- 1955  : Joe Pocza Mr. Canada
- 1956  : Torre Larson Mr. Canada
- 1957  : Gilles Poirier Mr. Canada
- 1958  : Yvon Brunet Mr. Canada
- 1959  : Germain Godbout Mr. Canada
- 1960  : Jean  : Charles St. Mars Mr. Canada
- 1961  : Gaétan D'Amours Mr. Canada
- 1962  : John Hazel Mr. Canada
- 1963  : Andre Desjeans Mr. Canada
- 1964  : Dennis Gauthier Mr. Canada
- 1965  : Conrad Laframboise Mr. Canada
- 1966  :
- 1967  : Michael Galea Mr. Canada
- 1968  :
- 1969  :
- 1970  : Vince Basile Mr. Canada
- 1971  :
- 1972  :
- 1973  : Jon Mikl Thor Mr. Canada
- 1974  : Eddie Wolinski Mr. Canada
- 1975  : Walter Milner Mr. Canada
- 1976  :
- 1977  : Roy Callendar CBBF
- 1978  : Reid Schindle CBBF
- 1979  : Reid Schindle CBBF
- 1980  : Reid Schindle CBBF
- 1981  : Reid Schindle CBBF
- 1982  : André Maille CBBF
- 1983  : Steve Keesa CBBF
- 1984  : Mark Hintz CBBF
- 1985  : 1986  : Steve Brisbois CBBF
- 1987  : Joe Spinello CBBF
- 1988  : Nimrod King CBBF
- 1989  : Joe Spinello CBBF
- 1990  : André Bilodeau CBBF
- 1991  : Joe Spinello Canada Cup
- 1992  : Claude Groulx CBBF
- 1993  : Bob Weatherill CBBF
- 1993  : Ray Williams Canada Cup
- 1994  : Claude Groulx CBBF
- 1994  : Bruce Patterson Canada Cup
- 1995  : Art Dilkes
- 1996  : Greg Kovacs CBBF
- 1996  : Anthony Williams Canada Cup
- 1997  : Yves Montmarquette CBBF
- 1997  : Rudy Soliman Canada Cup
- 1998  : Erik Alstrup CBBF
- 1999  : Freddy Antwi CBBF
- 2000  : Reza Amintorabi CBBF
- 2001  : Nelson DaSilva CBBF
- 2002  : Mike Platz CBBF
- 2003  : Frank McGrath CBBF
- 2004  : Dan Fedeluk CBBF
- 2005  : Simon Voyer CBBF
- 2006  : Fouad Abiad CBBF
- 2007  : Vincent Wawryk CBBF
- 2008  : Ben Pakulski CBBF
- 2008  : Gregory Ulysse CBBF
- 2009  : Mike Van Wyck CBBF
- 2010  : Santana Anderson CBBF
- 2011  : Mike Johnson CBBF
- 2012  : Antoine Vaillant CBBF
- 2013  : Henri Pierre CBBF